# Hissène Habré
Hissène Habré (Arabisch: حسين حبري) (Faya-Largeau, 13 augustus 1942 − Dakar, 24 augustus 2021), ook bekend als Hissen Habré, was een dictator van Tsjaad. Hij leefde in ballingschap in Senegal en was in eigen land ter dood veroordeeld.
Hissène Habré werd geboren in een Toeboestam in het woestijngebied van Noordoost-Tsjaad, toen een Franse kolonie. Na de onafhankelijkheid in 1960 werd hij regeringsambtenaar en studeerde vervolgens op een regeringsbeurs rechten en politieke wetenschappen aan de Sorbonne te Parijs. President François Tombalbaye stuurde hem naar Libië om te onderhandelen met de verzetsbeweging Frolinat, maar Habré liep over en werd een van de leiders van het noordelijke verzet dat vanuit Libië opereerde. Later richtte hij zijn eigen militie 'Forces Armées du Nord' (FAN) op.
In 1978 sloot hij vrede met het militaire bewind dat de macht in Ndjamena had overgenomen en werd premier van Tsjaad. Maar de burgeroorlog ging door en Habré's rivaal Oueddei kwam aan de macht. Habré was nog een paar maanden minister van Defensie, maar kwam toen weer in verzet en greep in 1982 de macht in Tsjaad.
Doordat zijn land beschouwd werd als een belangrijke pion tegen het regime van Moammar al-Qadhafi in Libië, kon Habré rekenen op de steun van de VS en Frankrijk. In 1990 werd hij op zijn beurt van de macht verdreven door de huidige president Idriss Déby. Hij vluchtte naar Senegal, waar hij in februari 2000 beschuldigd werd van misdaden tegen de menselijkheid. Volgens zijn opvolger Idriss Déby zijn onder het bewind van Habré 40.000 tegenstanders van de regering om het leven gebracht. Het aantal gemartelden zou 200.000 zijn.

## Pogingen tot berechting
Op 15 augustus 2008 kreeg Habré, bij verstek, de doodstraf opgelegd door een rechtbank in Tsjaad. Habré woonde nog in Senegal en er werd al sinds 2005 door België om zijn uitlevering gevraagd, aangezien veel vluchtelingen uit Tsjaad in België wonen. Senegal weigerde deze uitlevering steeds en heeft in 2000 zelf vervolging ingesteld, maar het Hooggerechtshof van Senegal verklaarde zich onbevoegd. België spande uiteindelijk in februari 2009 een procedure tegen Senegal aan bij het Internationaal Gerechtshof in Den Haag op grond van het VN Verdrag tegen foltering en andere wrede, onmenselijke en onterende behandeling of bestraffing. België vroeg het Hof om te oordelen dat Senegal krachtens dit Verdrag verplicht was, ofwel Habré zelf alsnog in vervolging te stellen, ofwel hem uit te leveren aan België (dit is het zgn. "aut dedere aut iudicare"-beginsel).
Op 20 juli 2012 stelde het Internationaal Gerechtshof België in het gelijk. Het Hof sprak uit dat Senegal, door Habré niet in vervolging te stellen, zijn verplichtingen krachtens het Verdrag tegen foltering en andere wrede, onmenselijke en onterende behandeling of bestraffing geschonden heeft en dat het land, indien het Habré niet uitleverde, hem zonder verder uitstel in vervolging moest stellen. Amnesty International noemde de uitspraak "een overwinning voor de slachtoffers van Habré". De Senegalese minister van Justitie, mw. Aminata Touré, voormalig hoofd van een VN-bureau voor de mensenrechten, verklaarde dat Senegal nota nam van de beslissing van het Internationaal Gerechtshof en vastbesloten was uiterlijk eind 2012 het proces tegen Habré te beleggen.

## Tribunaal gevormd
In augustus 2012 sloot de regering van Senegal een verdrag met de Afrikaanse Unie tot de oprichting van een Tsjaad-tribunaal ter berechting van Habré en andere hoofdverdachten in deze zaak. Dit tribunaal is op 8 februari 2013 geïnstalleerd onder de naam "Buitengewone Afrikaanse Kamers". De vier buitengewone kamers zijn onderdeel van het Senegalese rechtsstelsel en de meeste rechters hebben de Senegalese nationaliteit, maar twee Kamers van Beroep hebben een president afkomstig uit een andere lidstaat van de Afrikaanse Unie. De kamers hebben krachtens hun statuut de bevoegdheid om genocide, misdaden tegen de menselijkheid, oorlogsmisdaden en marteling te berechten voor zover dit gaat om feiten gepleegd tussen 7 juni 1982 en 1 december 1990.
Op 30 juni 2013 werd Habré in Dakar door de Senegalese politie gearresteerd. De mensenrechtenorganisatie Human Rights Watch gaf als commentaar dat Habré's slachtoffers na 22 jaar eindelijk licht aan het eind van de tunnel konden zien.
Ruim twee jaar later, op 20 juli 2015, begon het proces. Verwacht werd dat er honderd getuigen zouden worden gehoord. 
Op 25 maart 2015 waren al twintig hoge veiligheidsmedewerkers van het bewind-Habré door een rechtbank in Tsjaad veroordeeld wegens moord en marteling.

### Levenslange gevangenisstraf
Het tribunaal kwam op 30 mei 2016 tot een uitspraak. Habré werd schuldig bevonden aan misdaden tegen de menselijkheid: verkrachting, gedwongen slavernij en ontvoering. Hij werd veroordeeld tot een levenslange gevangenisstraf. Reed Brody, een jurist van Human Rights Watch, die er samen met overlevende slachtoffers vijftien jaar aan gewerkt had Habré voor de rechter te brengen, gaf als commentaar dat dit proces bewijst dat volhardende slachtoffers hun dictator uiteindelijk berecht kunnen krijgen. Hij zei te hopen dat anderen hierdoor geïnspireerd zouden worden tot soortgelijke stappen.
Habré overleed na een ziekte op 79-jarige leeftijd.